# Грета Адріан
Грета Адріан (швед. Greta Adrian, 13 березня 1893, Еребру, Швеція — 1 квітня 1981) — шведська викладачка фізичного виховання та композиторка.

## Життєпис
Грета Адріан народилася Еребру 1893 року. Протягом 1913—1915 років навчалася в Центральному інституті гімнастики (Gymnastiska centralinstitutet). 1917 року одружилася з Семом Адріаном. Надалі працювала в Каролінській гімназії. Після народження третьої дитини почала працювати директоркою з фізичного виховання в школі для дівчаток.
Вже 1916 року створила гімнастичне товариство для робітників однієї зі взуттєвих фабрик в Еребру. Відмовившись від так званого «командо-стилю», запропонувала новий спосіб виконання гімнастичних вправ як довгу серію рухів. Аж до 1934 року була керівницею чоловічого спортивного гурту Arbetarnas Elit («робітнича еліта»), добре відомого як De Grå («команда сірих» — за кольором уніформи). Команда виконувала вправи під музичні імпровізації Адріан на піаніно.
Разом з чоловіком розробила так званий «Еребру»-стиль, де використовувала зовсім новий підхід до фізичних вправ для чоловіків та жінок, який у 1940—1950-х роках зробив революцію у викладанні фізичної культури у шведських школах. Також опублікувала кілька підручників із гімнастики.
1938 року нагороджена золотою медаллю «Ілліс кворум» 5-го розряду. На її честь в Еребру названо вулицю (Greta Adrians Väg).